# Moric Goldhaar
Moric vel Michał Goldhaar (ur. 1840 w Poznaniu, zm. 1900 tamże) – żydowski księgarz, przedsiębiorca i społecznik związany z Kielcami.

## Życiorys
Pochodził z Poznania, do Kielc przyjechał w 1861, zaś rok później, obserwując duży popyt na książki, zamieszkał w tym mieście na stałe. W Hotelu Europejskim przy ul. Dużej 6 założył księgarnię, którą później przeniósł do własnego domu przy ul. Małej 35. Jej pełna nazwa brzmiała: Księgarnia i Skład Nut Muzycznych, Atlasów i Map Geograficznych oraz Materiałów Piśmiennych. Goldhaar zajmował się sprzedażą książek, ksiąg rachunkowych i papierów. Handlował także podręcznikami, którymi w porozumieniu z Kielecką Dyrekcją Naukową, zaopatrywał szkoły niedzielne i chedery. Wydawał kalendarze i książki. Obok księgarni prowadził również Kantor Loterii Państwowej i czytelnię. Znajdowały się w niej dzieła polskie, francuskie, rosyjskie i niemieckie. Z księgarni i czytelni korzystał m.in. Stefan Żeromski.
W 1870 roku wraz z byłym naczelnikiem powiatu kieleckiego, Leonem Gautierem, założył „Gazetę Kielecką”, mającą ambicje reprezentować środowisko intelektualne i służyć programowi pracy organicznej. Publikował w niej reklamy książek, kalendarzy, banków, młynów i piekarni. Był właścicielem dóbr w Bełku, dzięki czemu stał się członkiem Towarzystwa Kredytowego Ziemskiego. W Kielcach otworzył Dom Bankowy, który miał swoją filię w Radomiu. Pod koniec XIX wieku wybudował nowoczesny młyn parowy.
Zmarł w 1900 roku w Poznaniu, został pochowany w Kielcach. W swoim testamencie zapisał 6 tys. rubli na Towarzystwo Pomocy dla Ubogich Wyznania Mojżeszowego i 600 rubli na cele społeczne. Jego grób został zdewastowany w czasie II wojny światowej.